# Хокло (народ)
Хокло — этническая группа, традиционно проживающая на юге провинции Фуцзянь и на Тайване, а также в диаспоре в Юго-Восточной Азии. Являются субэтносом ханьцев.

## Этимология
В Фуцзяни среди хокло распространено самоназвание «баньламцы» (閩南儂 Bân-lâm-lâng). Также, особенно на Тайване, распространено название «хокло» — этимология его не до конца ясна, предположительно оно является экзонимом, данным им народом хакка или кантонцами. Существует несколько версий о написании и этимологии слова хокло:
- 鶴佬 Ho̍h-ló — зафиксировано в испанско-хокло словаре Dictionario Hispanico Sinicum (17-й век), является чисто фонетическим.
- 河老 Hô-ló — зафиксировано в 17-м веке как экзоним, которым хокло называл народ шэ. Написание появилось из-за предположения, что хокло пришли из Хэнани[6].
- 河洛 Hô-lo̍k «(народ) Желтой реки и реки Ло» — народная этимология, впервые фиксируется в статье тайваньского филолога У Хуая 吳槐 в 1957 году, в дальнейшем популяризована. Тайваньское Министерство образования предписывает это написание при произношении Hô-ló
- 學佬 / 學老 Ha̍k-lāu͘, хакка Ho̍k-ló — используется в языке хакка по отношению к хокло и чаошаньцам.
- 福佬 Hok-ló — подчёркивает связь с провинцией Хоккен (с.-кит. «Фуцзянь»), является поздней народной этимологией.

В странах Юго-Восточной Азии хокло преиущественно называют себя Hok-kiàn-lâng (福建儂 «хоккенцы; фуцзяньцы»).

## История
В 110 году до нашей эры западноханьский император У завоевал царство Баньват (閩越; с.-кит. Миньюэ, вьет. Манвьет) на землях нынешней Фуцзяни, после чего туда направились переселенцы из долины реки Янцзы. Данные из языкознания свидетельствуют, что древнейший «просторечный» слой в миньских языках отделился примерно в это время — в нём не прослеживаются более поздние изменения, произошедшие в древнекитайском и среднекитайском языках. Кроме того, миньские языки сохранили множество заимствований из языков аборигенных народов неясного происхождения — ранние исследователи (включая Джерри Нормана) считали их австроазиатскими, но последние археологические исследования определяют их как австронезийские.
Впоследствии крупные волны миграции происходили в эпоху государства Цзинь (в начале IV века н. э.) и империи Тан (в VII веке, затем также в конце IX века). После падения империи Тан в X веке существовало царство Бань (閩; с.-кит. Минь) со столицей на территории нынешнего Фучжоу, в 933 году объявившее себя независимой империей.
В 945 году эта империя была захвачена царством Южная Тан, на её юге — в районе проживания нынешних хокло — возникло де-факто независимое воеводство Чхингуань (清源軍, с.-кит. Цинъюань) со столицей в Цюаньчжоу. Регион активно занимался морской торговлей, из порта Цюаньчжоу поставлялись керамические и железные изделия в Аравию и Восточную Африку, оттуда в свою очередь привозились слоновая кость, рога носорога, камфора, жемчуг и прочие товары. После 963 года, когда в воеводстве случился государственный переворот, оно было переименовано в Пинхай (平海軍), в 978 году оно было инкорпорировано в империю Сун.

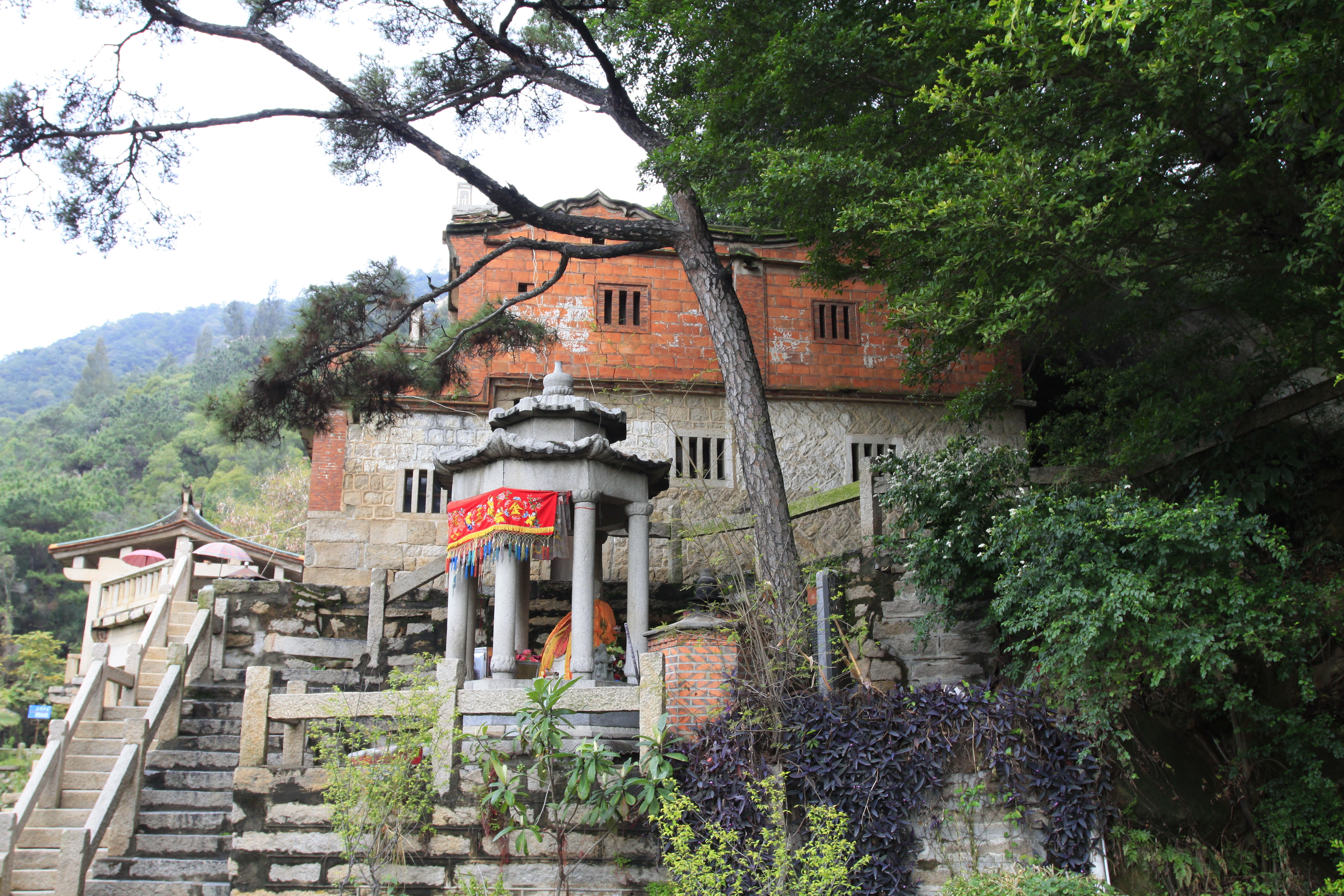
Бывший манихейский храм в Цюаньчжоу

В годы Сун и Монгольской империи Юань порт Цюаньчжоу, известный в арабских источниках как Зейтун, оставался центром оживлённой торговли. К этому же времени относятся археологические находки в Сингапуре, свидетельствующие о визитах торговцев из Фуцзяни. Марко Поло называл Цюаньчжоу «Восточной Александрией», а ибн Баттута считал его величайшим портом в мире. В городе имелось множество буддистских монастырей, несколько францисканских братств, крупные общины мусульман и манихейцев. В 1357—1367 годах в Цюаньчжоу случилось персидское восстание против монголов, в конце концов подавленное и закончившееся резнёй и преследованиями мусульман — беженцы из Цюаньчжоу впоследствии сыграли роль в распространении ислама в Юго-Восточной Азии.
В XIV-м веке в империи Мин заморская торговля была ограничена, что привело к упадку Цюаньчжоу. Большая часть торговли перенеслась в нелегальный «Лунный порт» (月港 Гуэкан) в Чжанчжоу. В 1569 ограничения на морскую торговлю для него были ослаблены, Лунный порт превратился из логова пиратов в практически единственный легальный порт империи. Эта дата совпала с испанской колонизацией Филиппин в 1565 году — товары из Лунного порта поставлялись прямо в Манилу, а от смешанных браков купцов-хокло и филиппинцев появилась община метисов-санглеев (от 常來 siâng-lâi «частый посетитель»).

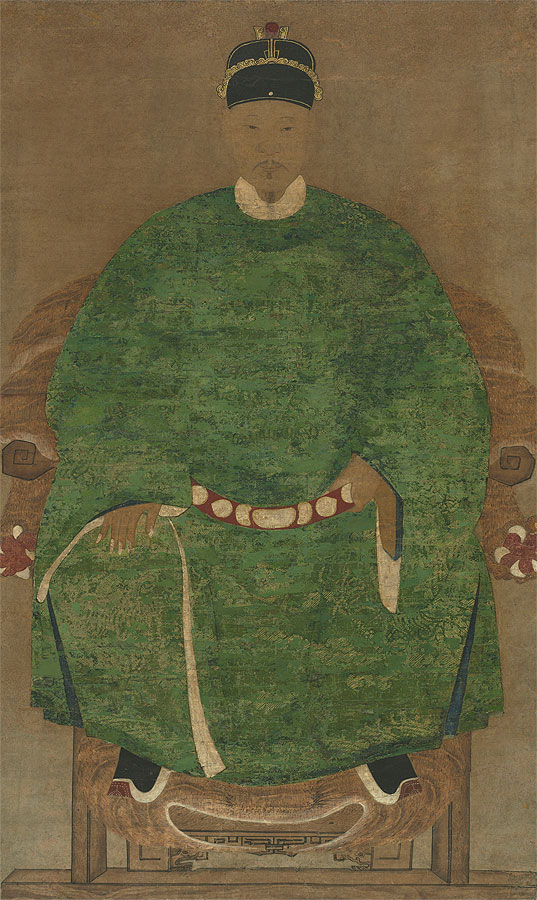
Прижизненный портрет Чжэн Чэнгуна (Коксингьи)

Важнейшим историческим периодом в истории хокло было нашествие маньчжуров в XVII-м веке. В 1645 году в Фуцзяни удалось закрепиться минским лоялистам во главе с императором Лунъу. Помогала им в этом семья Те Сима (鄭森, с.-кит. Чжэн Сэн, урождённый Фукумацу), сына крещёного купца-хокло Те Чильёна (鄭芝龍, с.-кит. Чжэн Чжилун) и японки Мацу Тагавы, происходившей из самурайского клана из Хирадо. От императора ему было пожаловано имя Синкон (成功 «успех», с.-кит. Чэнгун) и императорская фамилия Цу (朱, с.-кит. Чжу), из-за чего он стал известен как Коксингья (國姓爺, «дядька с императорской фамилией»). В 1650-е он вёл ряд успешных антиманьчжурских походов, но в 1661 году его армия была разбита при попытке взять Нанкин. В 1662 году он перенаправил свои усилия и завоевал голландскую Формозу — нынешний Тайвань. Следующей целью Коксингьи были испанские Филиппины, но в июне 1662 года он внезапно умер от малярии в возрасте 37 лет. На Тайване его потомки управляли государством Танлин (東寧, с.-кит. Дуннин), пока оно было не захвачено маньчжурами в 1683 году.
После завоевания Тайваня, маньчжуры открыли для торговли порт Амой (廈門, с.-кит. Сямынь). Ещё во время антиманьчжурских войн Амой сменил Лунный порт в качестве торгового центра Фуцзяни. Именно из Амоя в западные языки попали такие слова, как tea (茶 tê «чай»), pekoe (白毫 pe̍h-hô «пеко (сорт чая)»), ketchup (膎汁 koê-chiap «рыбный соус») и ginseng (人參 jîn-song «женьшень»).
На Тайване, хотя маньчжуры старались ограничить миграцию туда с материка, постепенно росло число переселенцев, преимущественно хокло, в меньшей степени хакка. То и дело на Тайване вспыхивали восстания: так, в 1720 году разводчик уток Цу Иткуй (朱一貴, с.-кит. Чжу Игуй) объявил себя императором Мин и поднял соплеменников-хокло против маньчжурского владычества, впоследствии его восстание поддержали хакка; в 1786—1788 годах случилось восстание тайных обществ, подпитанное недавними переселенцами с материка, однако в этом случае хакка не только не поддержали хокло, но и выдвинули свои силы в поддержку маньчжуров.

## География

Распространение языка хокло в Фуцзяни и на Тайване

Хокло проживают преимущественно на юге китайской провинции Фуцзянь: в городских округах Сямынь, Чжанчжоу и Цюаньчжоу, частично также Лунъянь (в городе Чжанпин и районе Синьло). Также хокло проживают на Тайване практически по всему острову, за исключением гористых юго-восточных районов. В Фуцзяни хокло составляют до половины населения, на Тайване около 70 %, в обоих регионах они являются крупнейшим этносом.
Значительная диаспора хокло существует в Юго-Восточной Азии: в Малайзии, Индонезии, на Филиппинах, на юге Таиланда, в Брунее. Небольшие диаспоры существуют в Гонконге, Макао, Мьянме, Вьетнаме. На востоке провинции Гуанси проживает небольшое число хокло, в 2004 году оценивавшееся в 140 тыс. человек, происходящих преимущественно из Чжанпу и окрестностей. Анклавы хокло существуют на севере и востоке Фуцзяни, в провинциях Чжэцзян (1.1 млн), Цзянси (200 тыс.) и на востоке Гуанси (140 тыс.).
В Сингапуре хокло также являются крупнейшим этносом, составляя 40 % от сингапурцев китайского происхождения и около трети от всех граждан страны. В 1957 году языком хокло владели 80 % сингапурских китайцев как первым или вторым языком, он служил для них лингва-франка до 1980-х, однако пришёл в упадок после агрессивной кампании по продвижению севернокитайского языка («Speak Mandarin Campaign»). Эта кампания смогла успешно подавить родные языки сингапурцев, включая хокло, чаошаньский, кантонский и другие, но в деле продвижения севернокитайского её эффект был ограничен — большинство сингапурцев ныне перешли на английский язык.

## Язык
Язык хокло относится к южноминьским, он отчасти взаимопонятен с чаошаньским языком, в меньшей степени с пусяньским языком, который исторически происходит от смеси хокло и восточноминьского языка. Его базовый «просторечный» слой происходит от протоминьского языка, отделившего от древнекитайского во II—I веках до н. э., тогда как «книжный» слой происходит из среднекитайского языка VII—IX веков. В языке хокло крайне распространён феномен книжных и просторечных чтений иероглифов.
Хокло обладает одним из самых богатых наборов фонем среди китайских языков. В нём присутствует множество черт, которые не встречаются в других китайских языках. К ним относятся переход древних ретрофлексных согласных, вроде [ʈ] и [ʈʰ], в альвеолярные [t] и [tʰ], как в японском и корейском языках, а не в аффрикаты, как в других китайских. Например, слово 桌 «стол» читается как tok или toh в хокло и как taku в японском, но как coek3 в кантонском, zhuō в севернокитайском. В хокло имеется пять фонематических тонов (или восемь, в зависимости от определения понятия «тон»).

## Религия и обычаи

### Культы святых

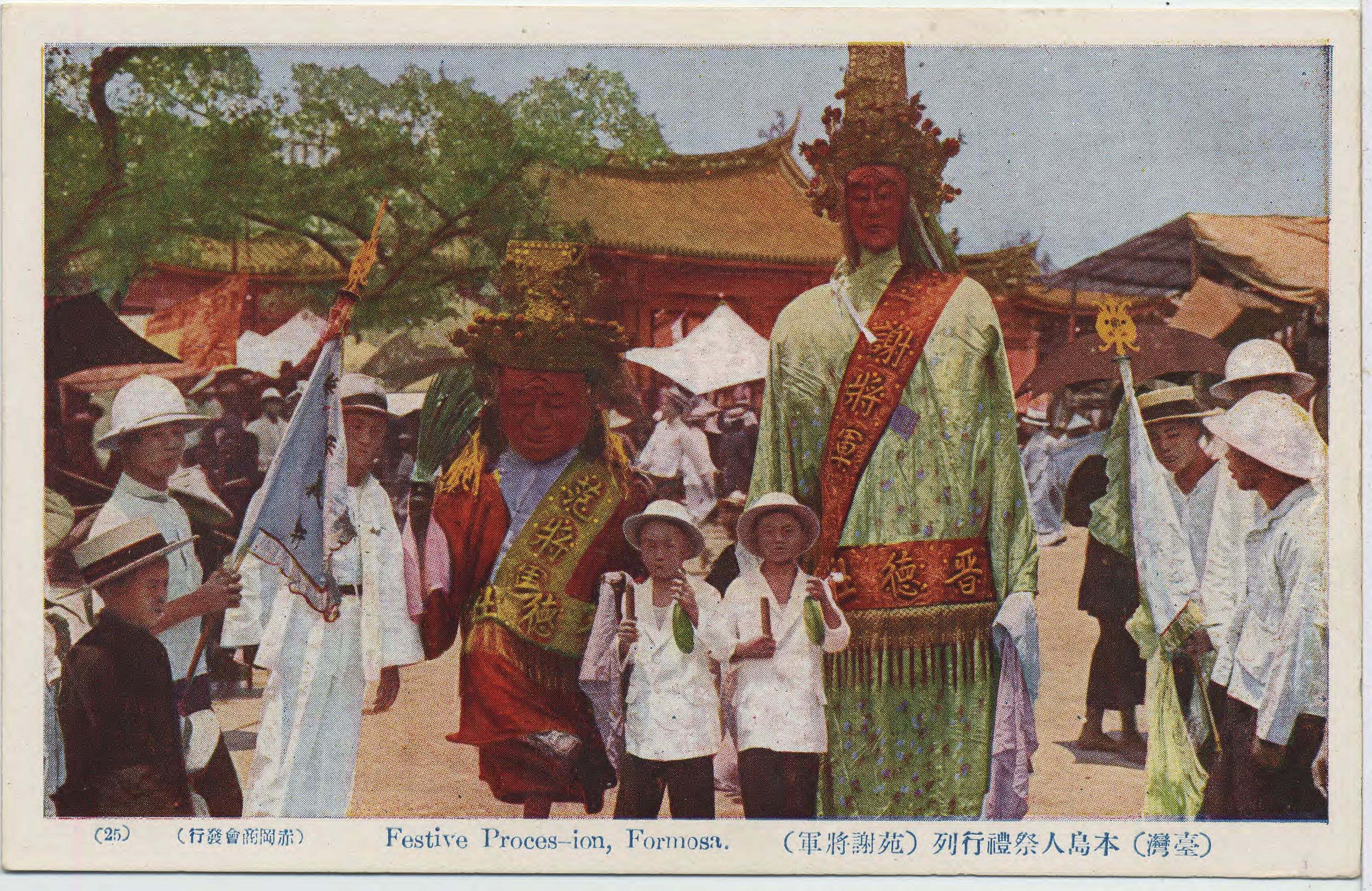
Религиозная процессия на Тайване в 1920-е

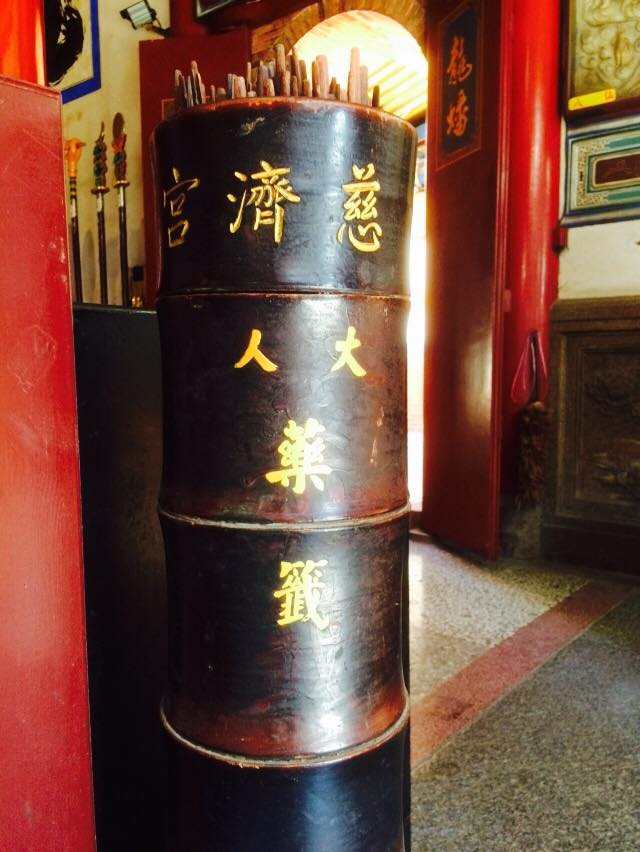
Для гадания в храме бога медицины Посын Тайте используются ёчхямы — они схожи с японскими омикудзи

Среди хокло распространено поклонение разного рода святым. Эти культы обычно строятся вокруг легендарных персонажей или реальных людей, проявлявших героизм и самопожертвование при жизни, но скоропостижно скончавшихся.
Один из важнейших культов у хокло — поклонение богине Мацоу (с.-кит. Мацзу), покровительнице Хинхвы (совр. Путянь). Её легендарный прототип, святая Лим Бекниу (林默娘), родилась на территории короткоживущего государства Бань в X веке н. э. В дальнейшем путешественники из Фуцзяни распространили её культ в соседние провинции. В КНР этот культ считается религией отдельной от буддизма и даосизма, на Тайване же храмы Мацоу обычно считаются даосскими, иногда буддийскими.
Другое значимое божество — Государь-хранитель жизни (保生大帝 Посын Тайте). Он считается божеством медицины и покровителем Тунъаня, где он по легенде родился в X веке н. э.
Также в пантеоне присутствуют легендарные и фольклорные персонажи:
- Государи трёх миров (三界公) — три божества, отвечающие за царство неба, царство земли и царство воды.
- Почтенный царь Линъань (靈安尊王) — божество правосудия, покровитель «Синей горы» (青山) в Хуэйане. По легенде его звали Тиу Кхун (張悃), он был справедливым и беспристрастным военачальником в государстве Бань.
- Три старинных государя (古公三王) — Лиу Син (柳信), Яп Син (葉誠) и Ин Хён (英勇), легендарные руководители антимонгольского восстания в Чжанпу в 13-м веке
- Восемь генералов (八家將) — стражи загробного мира, часто в их образах устраивают костюмированные представления на храмовых фестивалях

Объекты поклонения включают в себя фуцзяньских национальных героев, правителей и военачальников:
- Тан Гванкон 陳元光 — основатель Чжанчжоу, участвовал в усмирении восстаний аборигенов
- Он Симти 王審知 — основатель государства Бань
- Те Синкон 鄭成功, он же Коксинъя 國姓爺 — антиманьчжурский полководец XVII-го века

Популярен культ святых-онъя (王爺), локальных божеств, которым приписывается обуздание бедствий и эпидемий.
По мнению религиоведа Баренда Дж. тер Хаара, культы святых в Фуцзяни начинались ради умиротворения неприкаянных духов, которыми стали люди, скоропостижно скончавшихся и не оставившие потомства. Сюжеты, связанные со святыми, обычно описывают их как родившихся в бедности и не прошедших обрядов инициации — не женившихся и не оставивших потомства, которое могло бы почитать их в храме предков. Святые часто трагически погибают и остаются непогребёнными. Популярный мотив в легендах о святых — явление их во сне людям в районе места их смерти, после которого и начинается их культ. Впоследствии страх перед неприкаянным духом сменялся почтением к святому, творящему чудеса.

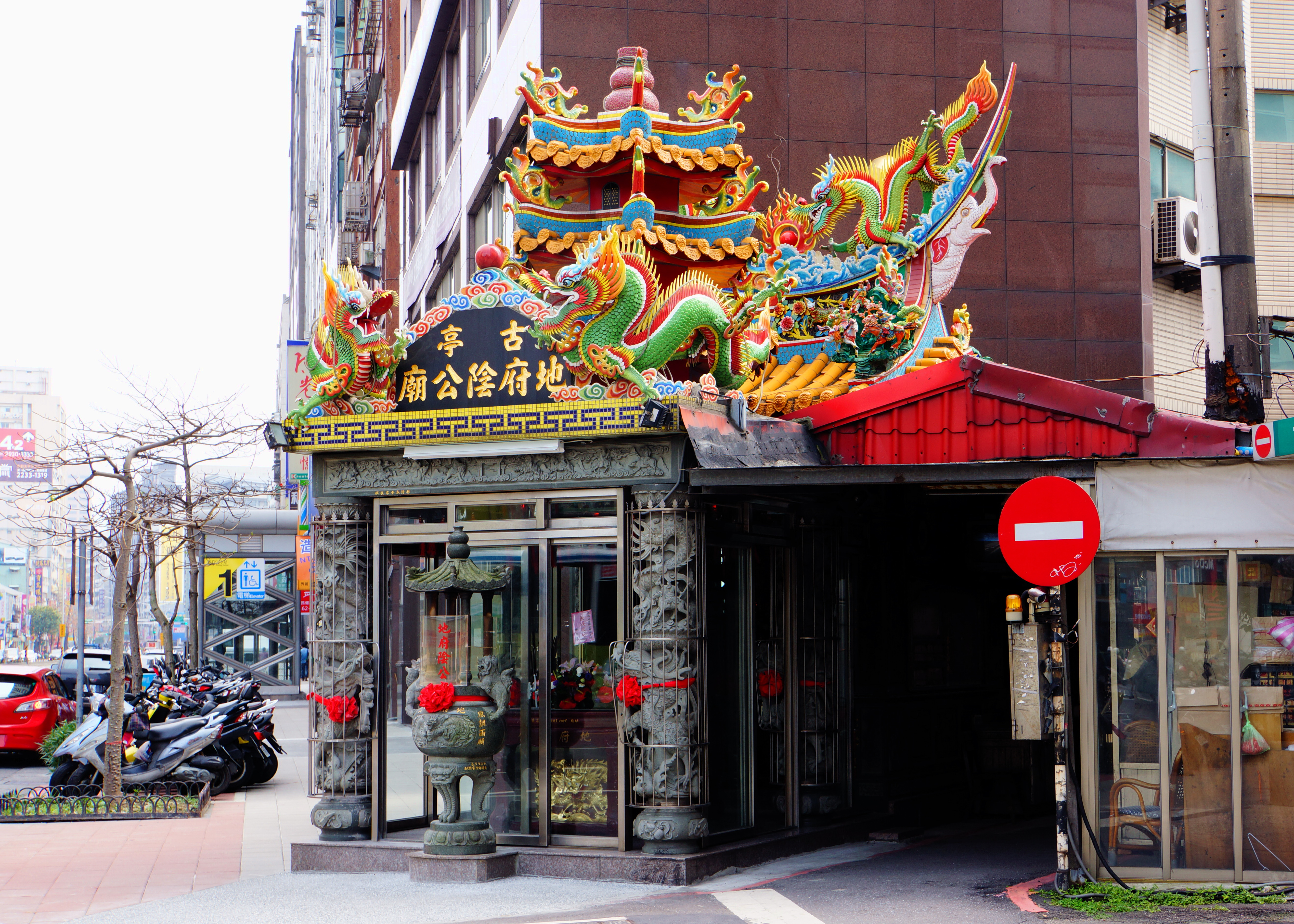
Имбьё — небольшой «тёмный храм» для безымянного божества

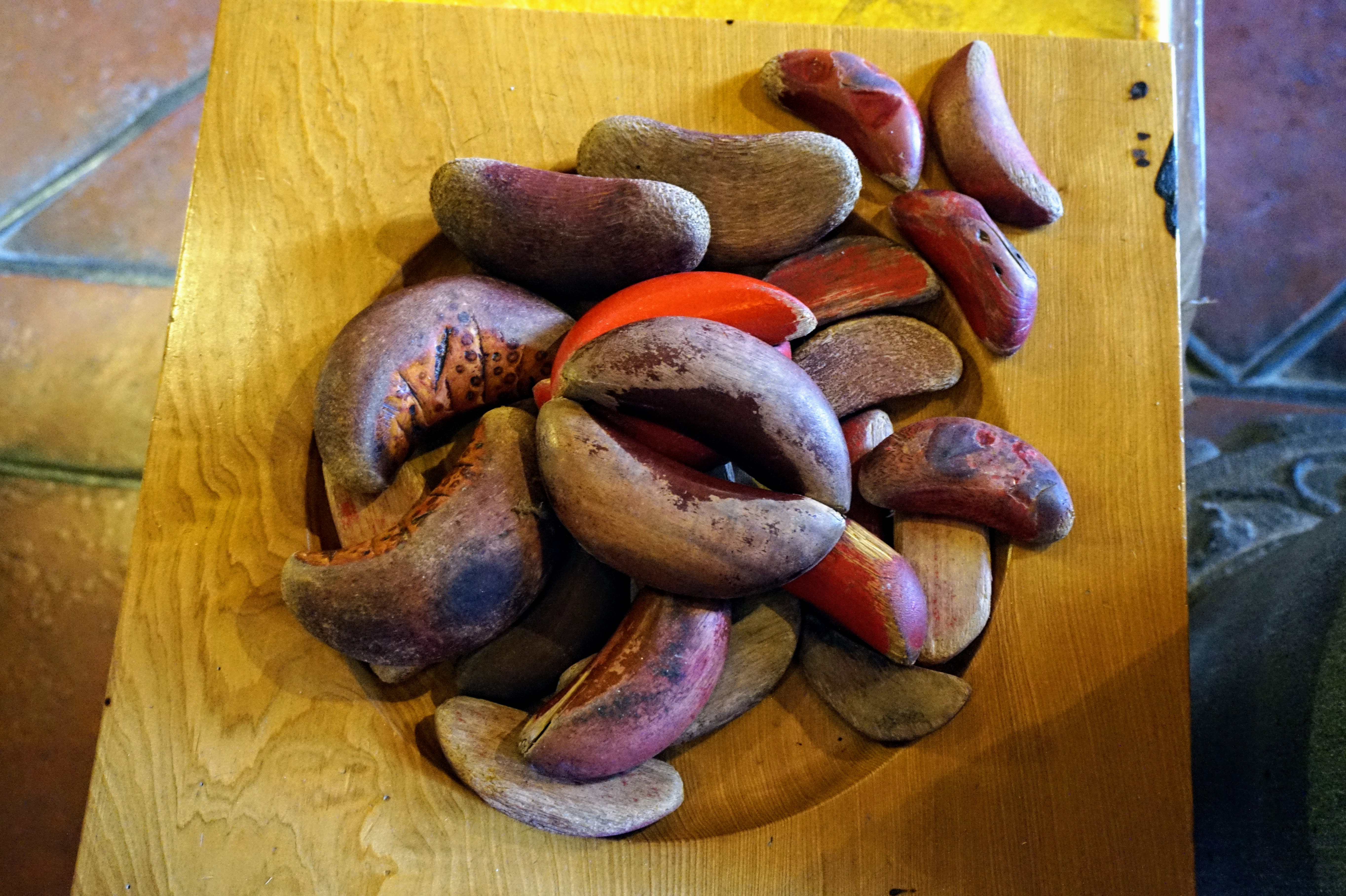
Дощечки пуэ для гадания

И сейчас существуют малые культы скитающихся духов, обычно справляемые в «тёмных храмах» имбьё (陰廟). Их противопоставляют развитым культам божеств-чудотворцев, которым поклоняются в «светлых храмах» (陽廟). Считают, что по мере расширения своего культа, неприкаянные духи становятся наравне с богами. Согласно верованиям, неприкаянные духи могут исполнять желания, которые полноценные божества исполнять отказываются — например, связанные с выигрышем в азартных играх и лотереях, из-за чего храмы-имбьё популярны среди лудоманов.
Чтобы испросить волю божеств бросают деревянные дощечки пуэ (桮), по их положению после броска определяют ответ божества. Также духи могут коммуницировать с людьми посредством медиумов тангки (童乩).

### Буддийско-даосский синкретизм

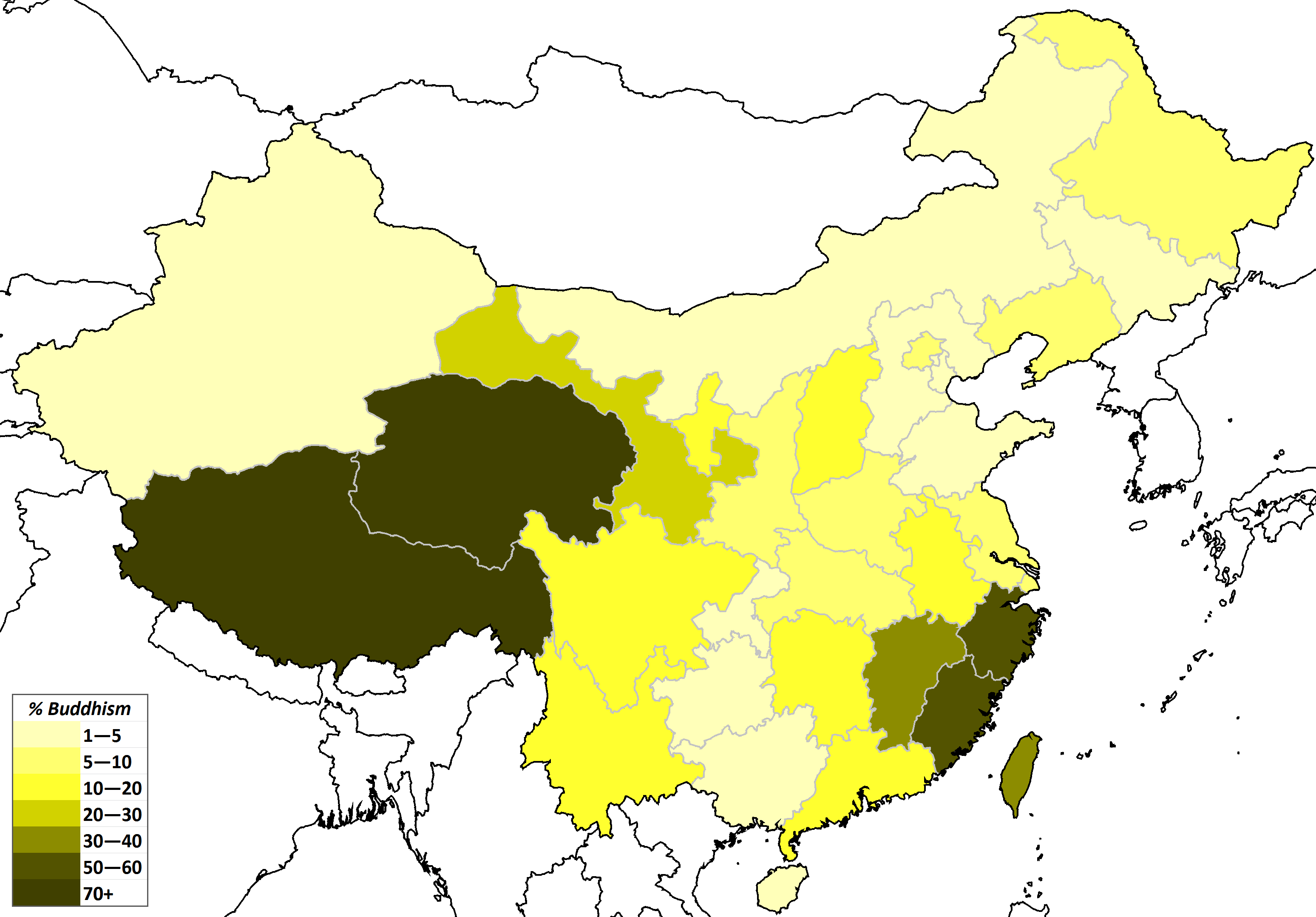
Число буддийских храмов на душу населения по регионам Китая, а также Тайваню. В Фуцзяни и на Тайване буддизм распространён больше, чем во всех остальных регионах, за исключением Тибета.

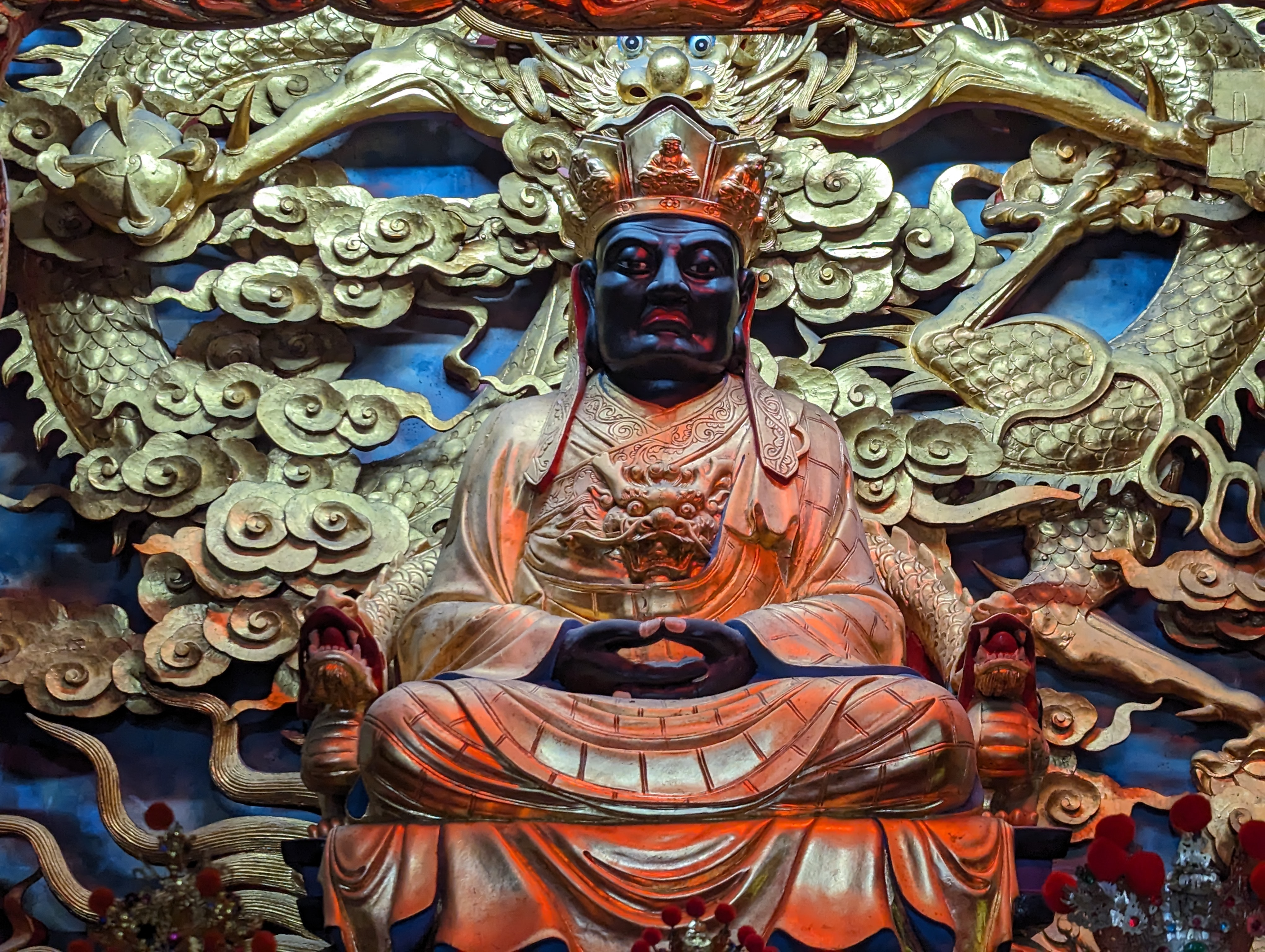
Статуя патриарха Чхинцви в храме на островах Пэнху

Зачастую народные культы в Восточной Азии формально включают в состав даосизма (или, в Японии, синтоизма) и противопоставляют буддизму. Среди хокло, однако, крайне велика доля буддистов (по сравнению с иными регионами Китая, за исключением Тибета), и распространён религиозный синкретизм — поклонение буддийским монахам в качестве святых (高僧信仰). Например, к таким святым относятся:
- патриарх Сапхе (三坪祖師, 781—872) — основатель буддийского храма на горе Сапхин в окрестностях Чжанчжоу, бежал от гонений на буддистов во времена императора Уцзуна. Также известен как учитель Гитён (義中禪師), однако по другой версии это разные люди, культ которых смешался.
- патриарх Цхамкхви (慚愧祖師, 817—861) — мирское имя Пхва Ляукван (潘了拳), с детства был вегетарианцем и демонстрировал чудеса. После смерти матери стал отшельником и построил храм на горе Имна (陰那 или 陰林). Перед смертью посетовал, что ему стыдно от того, что он не смог распространить дхарму на весь мир, и повелел ученикам написать на его колумбарии «пристыжённый» (慚愧 Цхамкви), под этим именем и стал известен.
- государь Хватцу (法主公, 1024—1069) — мирское имя Тьё Цыкван (張慈觀), известен как усмиритель демонов. Особо распространена история о том, как он зарубил мечом змея в пруду в пещере Чогу (石牛洞), из-за этого на статуях его часто изображают держащим змею и меч.
- патриарх Чхинцви (清水祖師, 1045—1101) — по легенде получил сверхъестественные силы с помощью медитаций, мог вызывать дождь, в связи с этим особо почитается в чаепроизводящих регионах Аньси и Юнчун. Его история схожа с житием патриарха Хьеньина (顯應祖師), из-за чего их часто смешивают в одно божество.

Кроме того, хокло поклоняются общедаосским и общебуддийским божествам, таким как Кваньим (觀音), Кван У (關羽) и Пи Кань (比干). На окраинах хоклоязычного региона поклоняются божествам соседних народов: например, в уезде Юньсяо поклоняются чаошаньским «Царям трёх гор» (三山國王).

## Культура

### Исполнительные искусства
Два основных традиционных жанра музыки у хокло — ламкуань (南管, «южный напев») и паккуань (北管, «северный напев»). Ламкуань традиционно бытовал в Цюаньчжоу, тогда как паккуань был исторически распространён в Чжанчжоу. Ламкуань считается более утончённым и сентиментальным стилем, он использует лишь духовые инструменты типа айа (噯仔 ài-á) и струнные вроде кипе (琵琶 kî-pê), паккуань же является более динамичным и оживлённым жанром, он использует больше ударных инструментов: тарелки пуа (鈸 poa̍h), барабаны тхонко (通鼓 thong-kó͘) и т. д.
Ламкуань и паккуань исполнялись как самостоятельно, так и как аккомпанемент к опере куаахи (歌仔戲 koa-á-hì) и кукольному театру потэхи (布袋戲 pò͘-tē-hì). Из либретто к традиционной опере зародились песенники куаачхе (歌仔冊 koa-á-chheh) — важные памятники литературы на языке хокло.
В 20-м веке на Тайване, находившемся под властью Японии, зародилась популярная музыка на хокло, испытавшая влияние японского жанра энка. В 1937 году, с началом японо-китайской войны, и затем после передачи Тайваня Гоминьдану, использование тайваньского хокло подавлялось. Тем не менее в период с 1955 до 1981 года, на Тайване было создано более тысячи тайги-пхи (台語片 Tâi-gí-phìⁿ), «фильмов на тайваньском языке» — изначально они были экранизациями традиционных опер, затем среди них появилось больше детективных хорроров, драм и мелодрам.
После отмены военного положения на Тайване в 1987 году хоклоязычная музыка пережила новый период расцвета. Одной из популярнейших хоклоязычных певиц была Джоди Чан (江蕙 Kang Hūi, англ. Jody Chiang) — её роль в поп-музыке на тайваньском языке сравнивается с ролью Терезы Тенг в поп-музыке на мандаринском, хотя последняя также исполняла песни на хокло, кантонском, японском и т. д.
Среди современных хоклоязычных исполнителей на Тайване популярность обрели группы Chthonic (閃靈), Collage (珂拉琪), Tsng kha lâng (裝咖人), Prairie WWWW (落差草原), Sorry Youth (拍謝少年).

### Кулинария
Кухня хокло испытала влияние кулинарии Юго-Восточной Азии. Так, типичный для кухни хокло соус сате (沙茶 sa-te), используемый в одноимённой лапше, происходит от индонезийско-малайзийского блюда сате (вроде шашлыка). Солёный рыбный соус куэчап (膎汁 kôe-chiap) был наоборот заимствован у хокло малайзийцами — впоследствии он стал предтечей кетчупа. В кухне хокло чаще, по сравнению с другими кухнями Фуцзяни, используются специи и сахар.
К мясным блюдам относятся варёные свиные рёбра бакуттэ (肉骨茶 bah-kut-tê), пирожки-сэндвичи с кусками свиной грудки куапау (刈包 koah-pau). С разнообразными начинками готовят свежие рулеты лунпья (潤餅 lūn-piáⁿ) и жареные рулеты в соевой спарже нгохён (五香 ngó͘-hiong, также 雞卷 ke-kńg).
В Чжанчжоу существует солёная лапша ломи (滷麵 ló͘-mī, англ. lor mee), её готовят с густым крахмальным соусом и морепродуктами. К ломи восходят знаковые блюда хокло Юго-Восточной Азии — лапша хоккьен-ми (福建麵 hok-kiàn mī, англ. Hokkien mee). Её разновидности включают лапшу с креветками хэми (蝦麵 hê-mī) и жареную лапшу чхами (炒麵 chhá-mī).

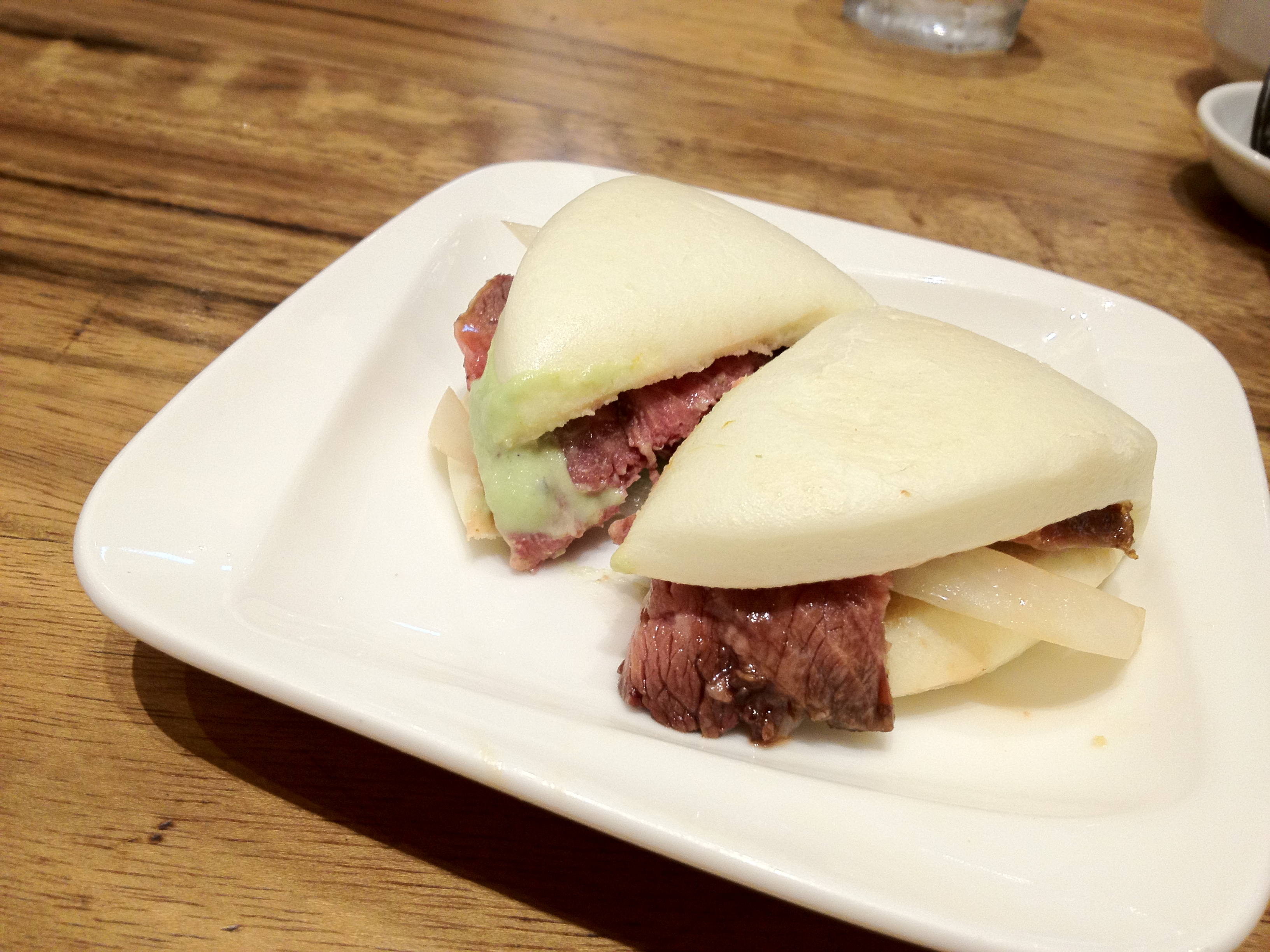
Куапау
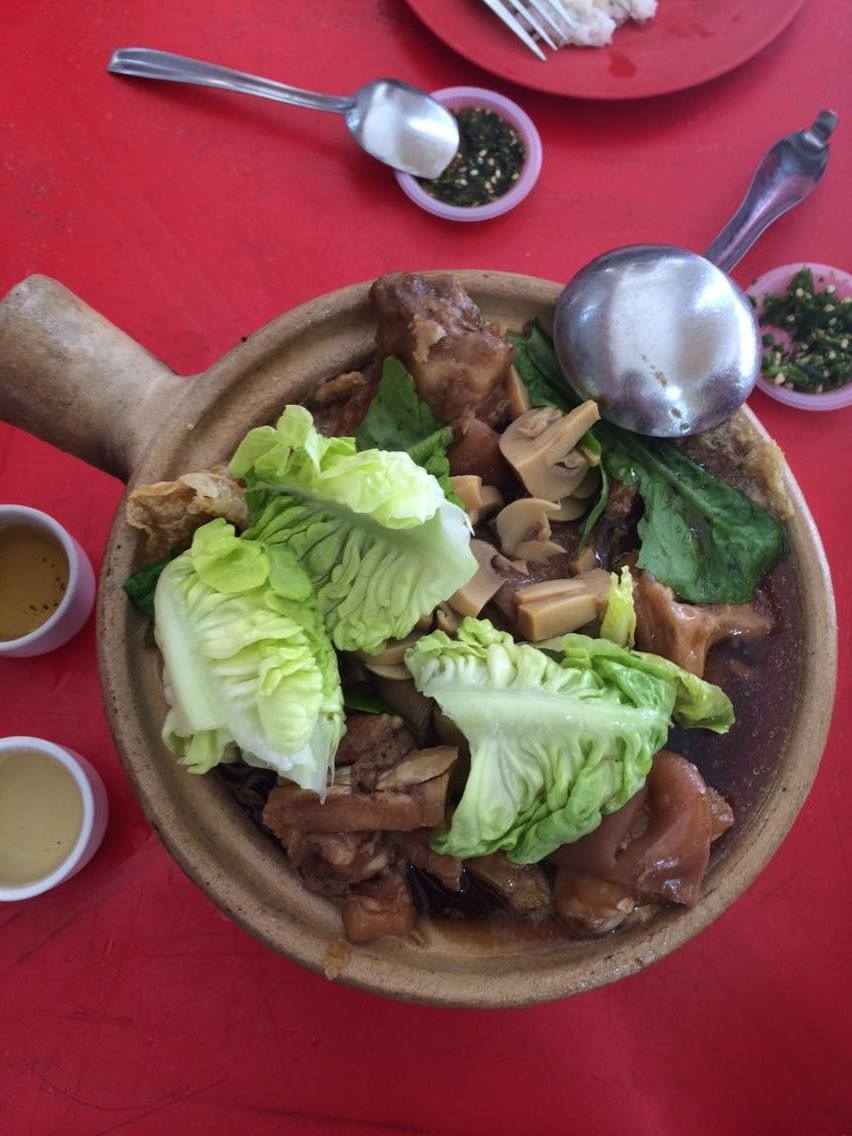
Бакуттэ
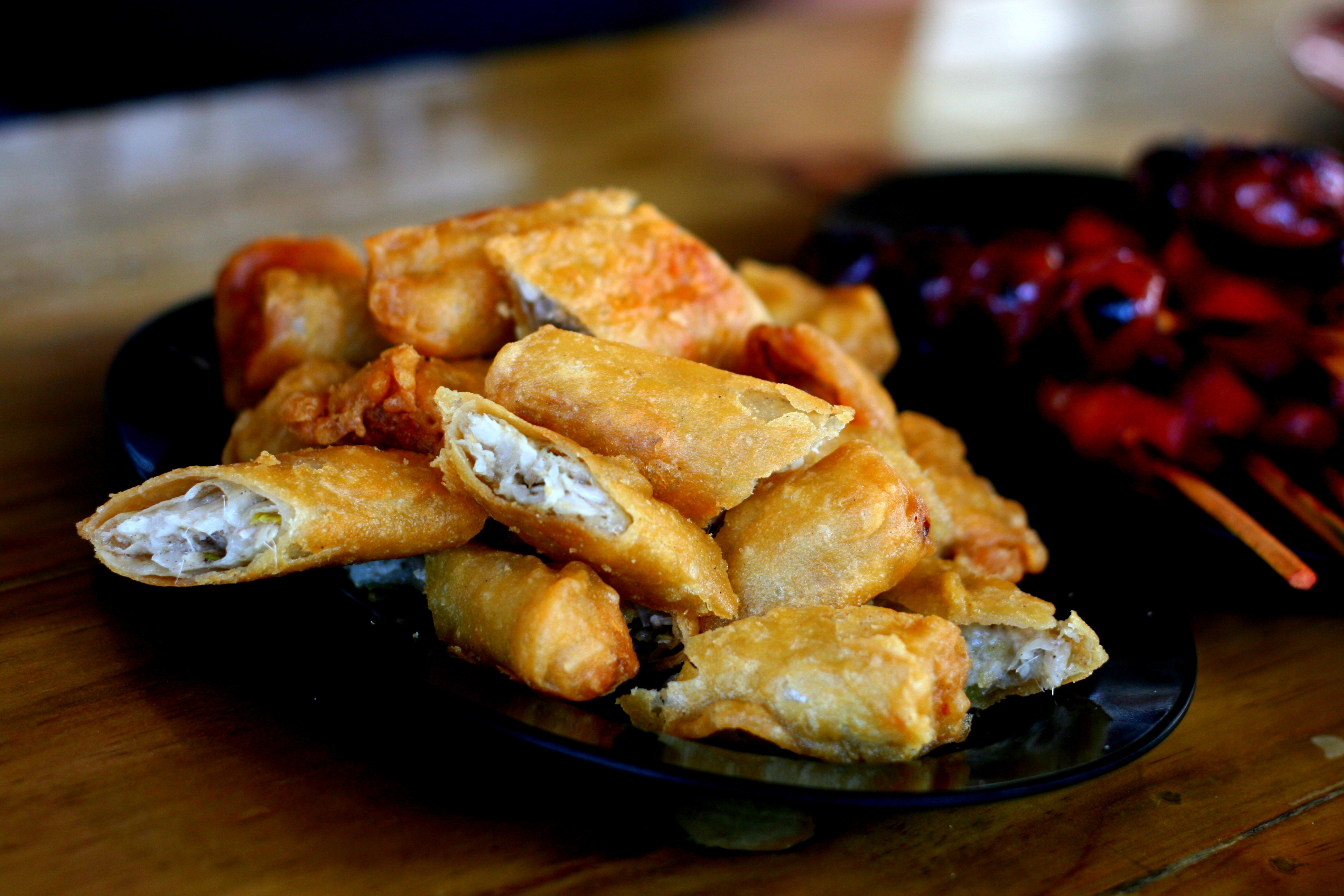
Нгохён
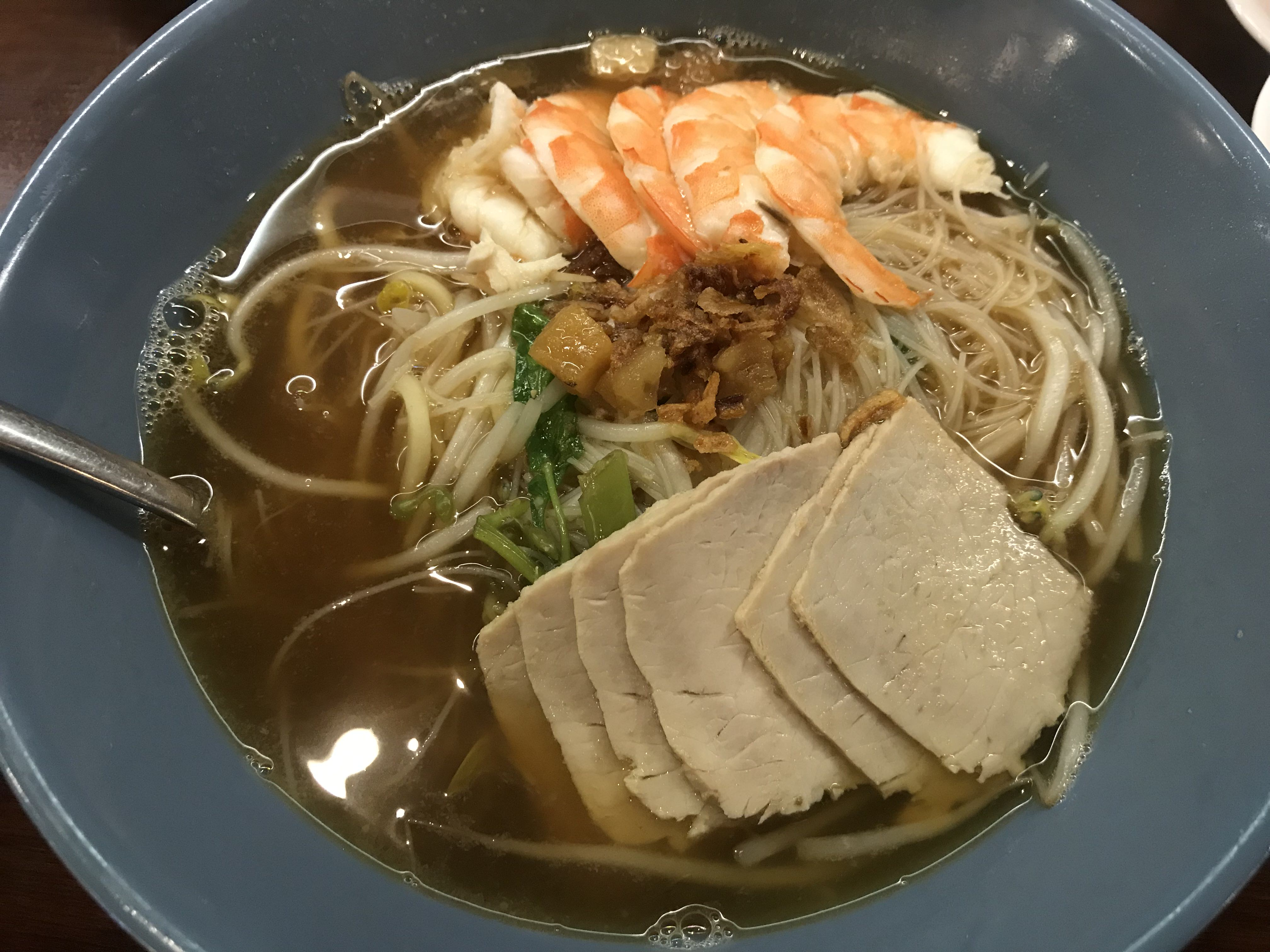
Хэми

### Чайная культура
У хокло и чаошаньцев распространена чайная церемония канху-тэ (工夫茶 kang-hu-tê, букв. «чайное кунфу»), включающая долгое, внимательное заваривание чая и чуткое его распивание. В языке хокло потребление чая называют не только словом «пить» (啉茶 lim-tê), но и «есть, вкушать» (食茶 chia̍h-tê).
Хотя большинство сортов чая Фуцзяни происходит из региона Уи, где распространён северноминьский язык, некоторые чаи происходят из мест проживания хокло. Например, из уезда Аньси происходят сорта «Железная Авалокитешвара» (鐵觀音; хокло Тхикуаньим, с.-кит. Тегуаньинь) и «Золотой Османтус» (黄金桂; хокло Ынким-куй, с.-кит. Хуанцзинь-гуй). С 1880-х производство улунов было налажено на Тайване.

### Ремёсла
В уезде Тикхуэ (德化; с.-кит. Дэхуа) с XIV—XV веков изготавливается белая керамика, известная на Западе как Blanc de Chine. В Японии этот стиль керамики был заимствован как хакудзи (白磁).
Для украшения храмов собирают скульптуры из черепков (剪瓷雕 chián-hûi-tiau), иногда из них составляют целые сюжетные сцены.
Традиционная «резьба лаковыми нитями» (漆線雕 chat-suànn tiau) представляет собой рисунки позолотой, часто встречается на вазах и буддийских статуях.

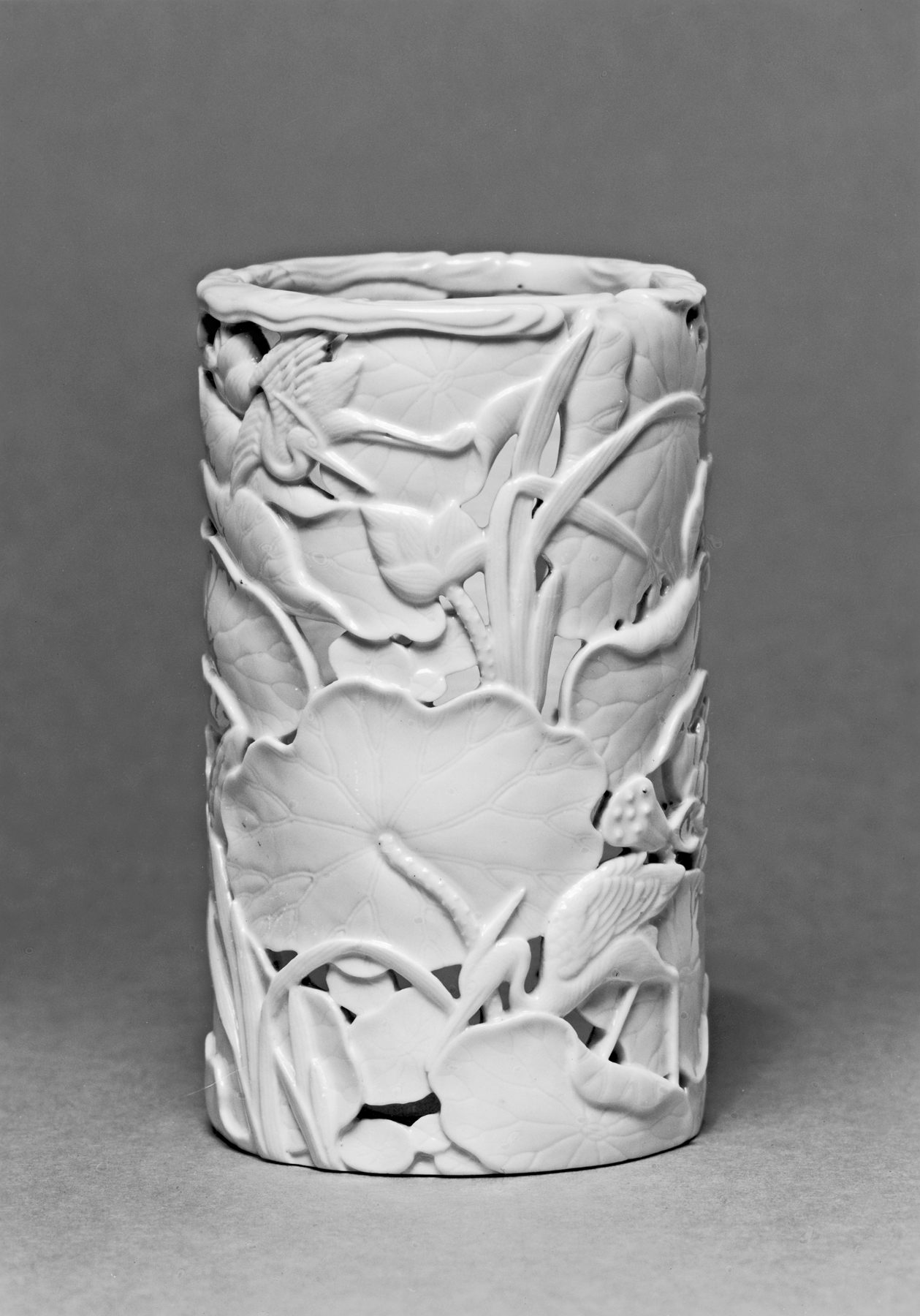
Подставка для кисти
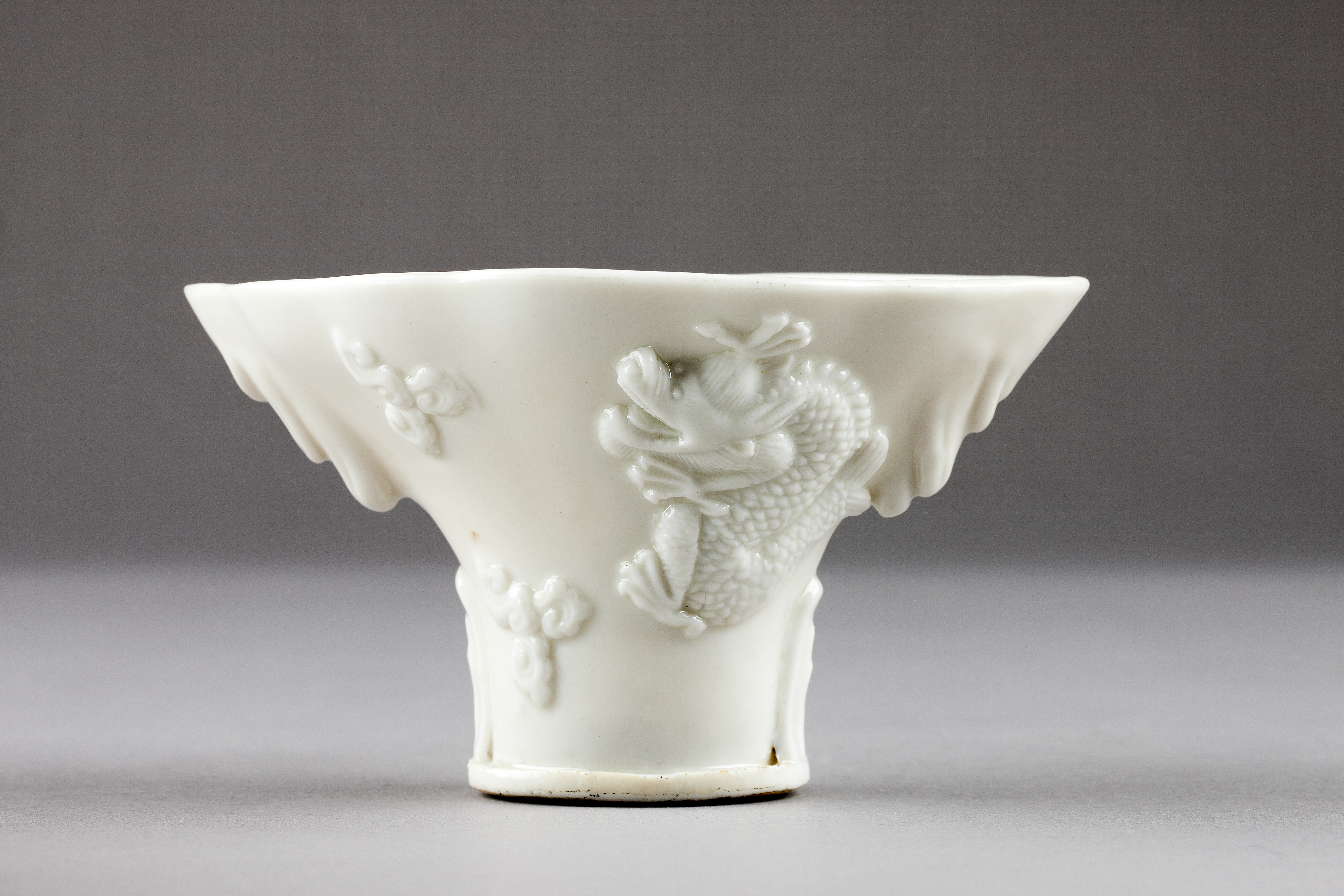
Чарка
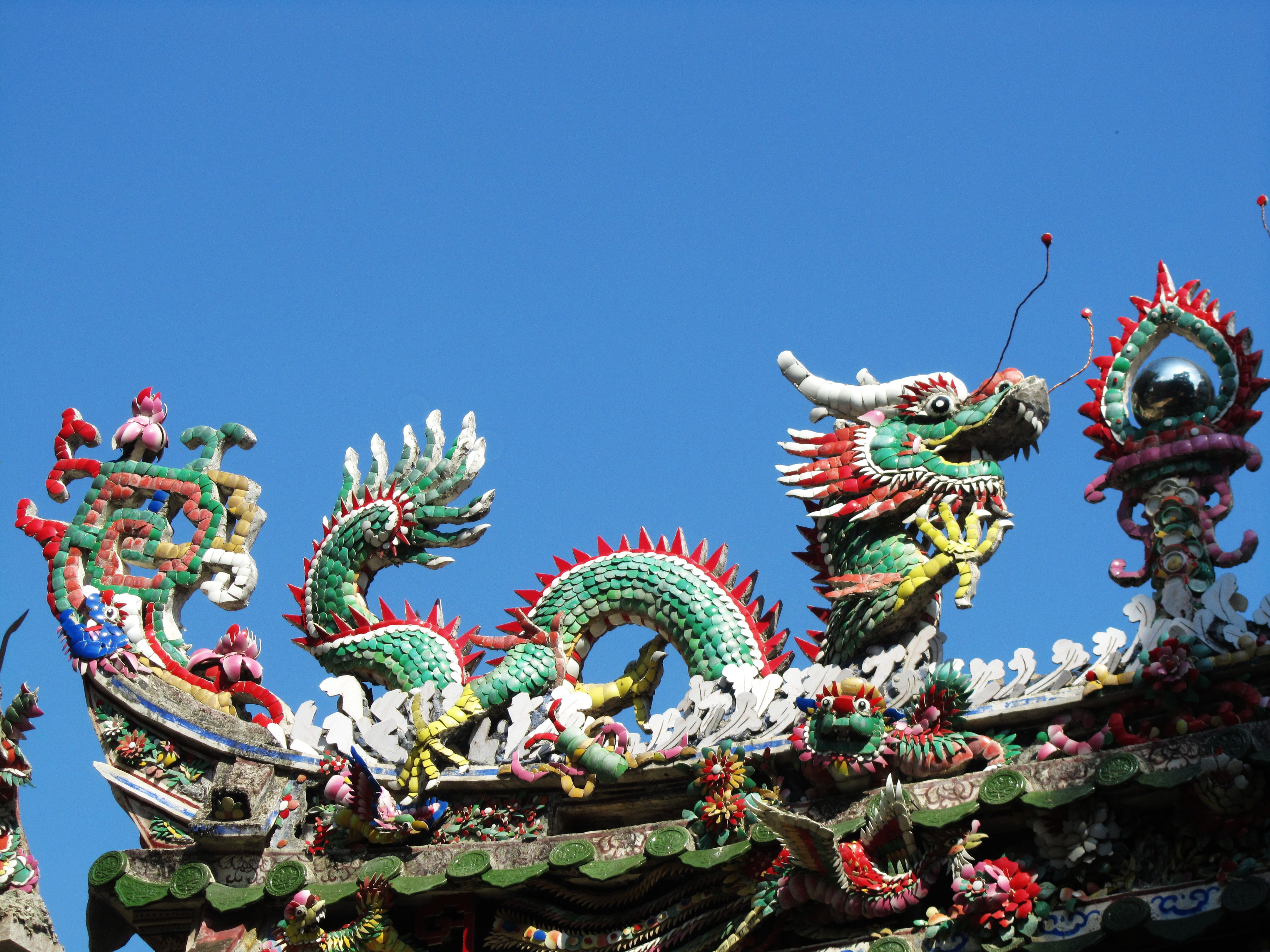
Скульптуры из черепков
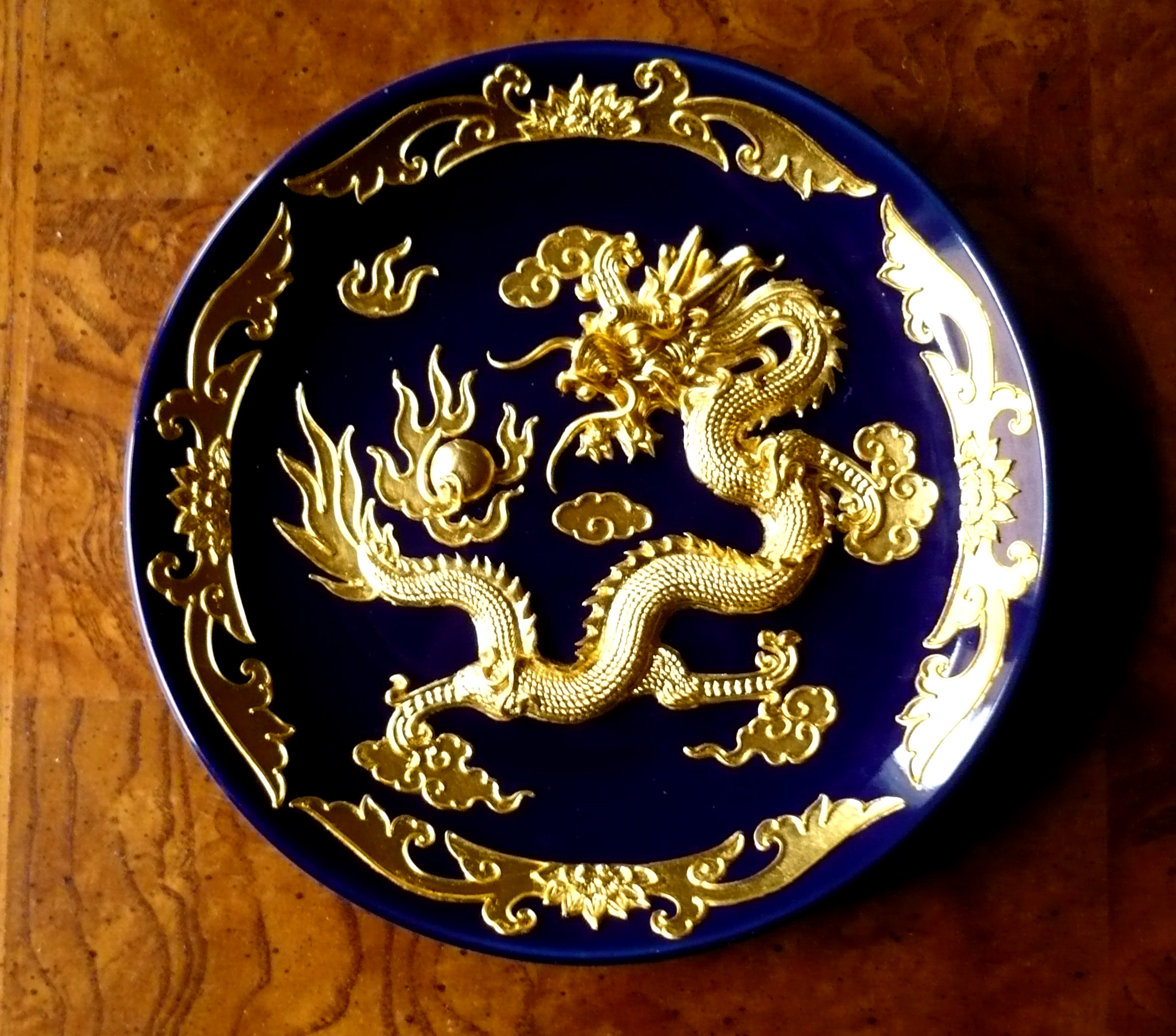
Украшенное позолотой блюдо

### Архитектура
Традиционный материал для строительства — красный кирпич и красная черепица, поэтому типичные дома хокло также называют «краснокирпичные дома» (紅磚厝 âng-chng-chhù). На Тайване чёрная или серая черепица на старых домах позволяет определить здания, построенные в годы японском владычества или дома хакка.
Архитектура хокло выделяется своим декором крыш. Распространены два типа гребней:
- выступающий «конский хребет» (馬背 bé-pōe) или «гусиная шея» (鵝頭 gô-thâu) встречается на крышах частных домов
- «ласточкин хвост» (燕尾脊 ìⁿ-bóe-chiah или 翹脊 khiàu-chit) с поднятыми вверх концами используется на храмах и традиционных казённых зданиях

В конце XVIII-го века под влиянием европейской архитектуры на Тайване и у хокло Юго-Восточной Азии в архитектуре лавок и магазинов появились крытые проходы типа веранд, их называют тенна-кха (亭仔跤 têng-á-kha) — они напоминают кантонские тхонлау (唐樓).

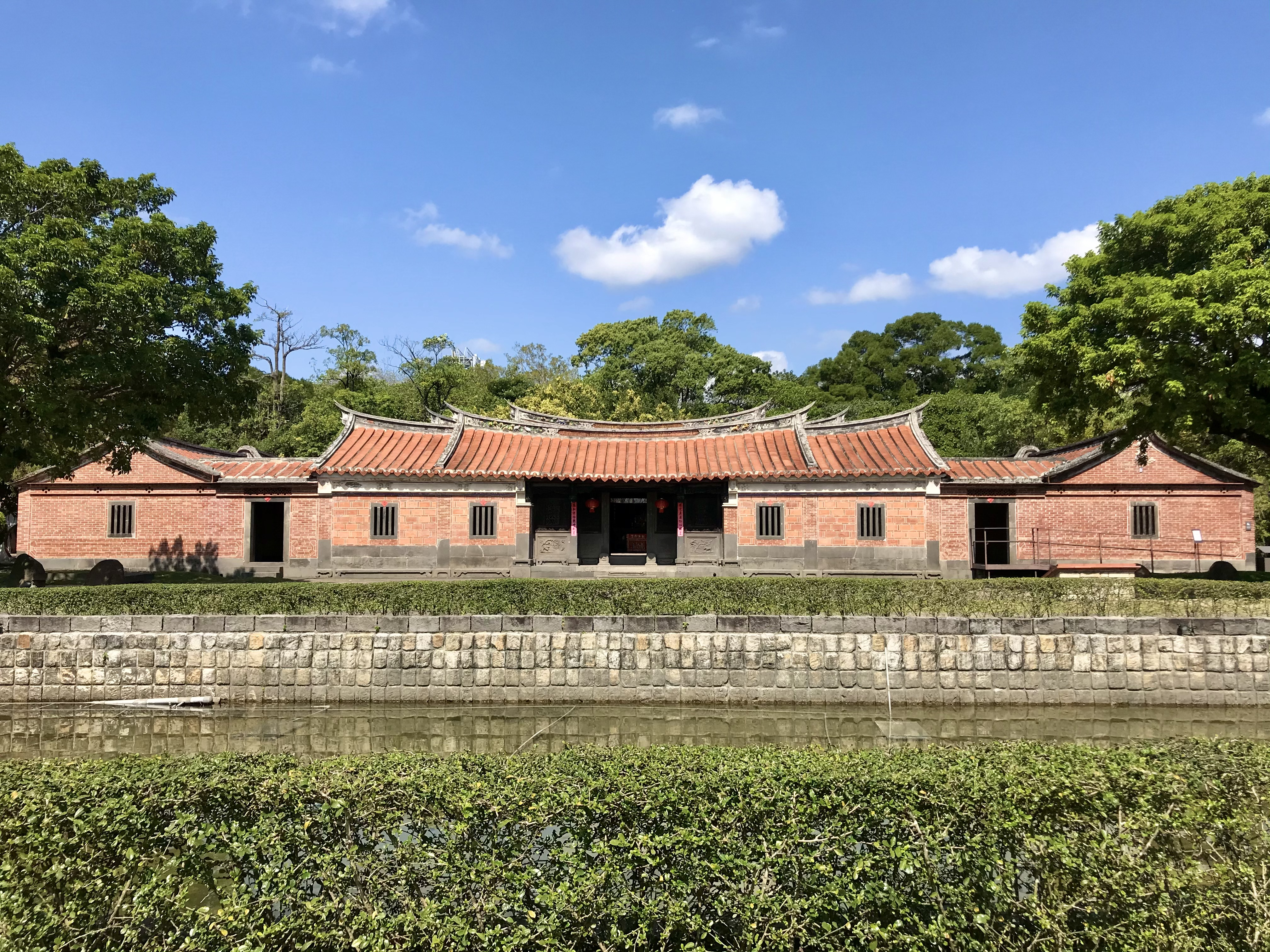
Старый дом-музей в Тайбэе
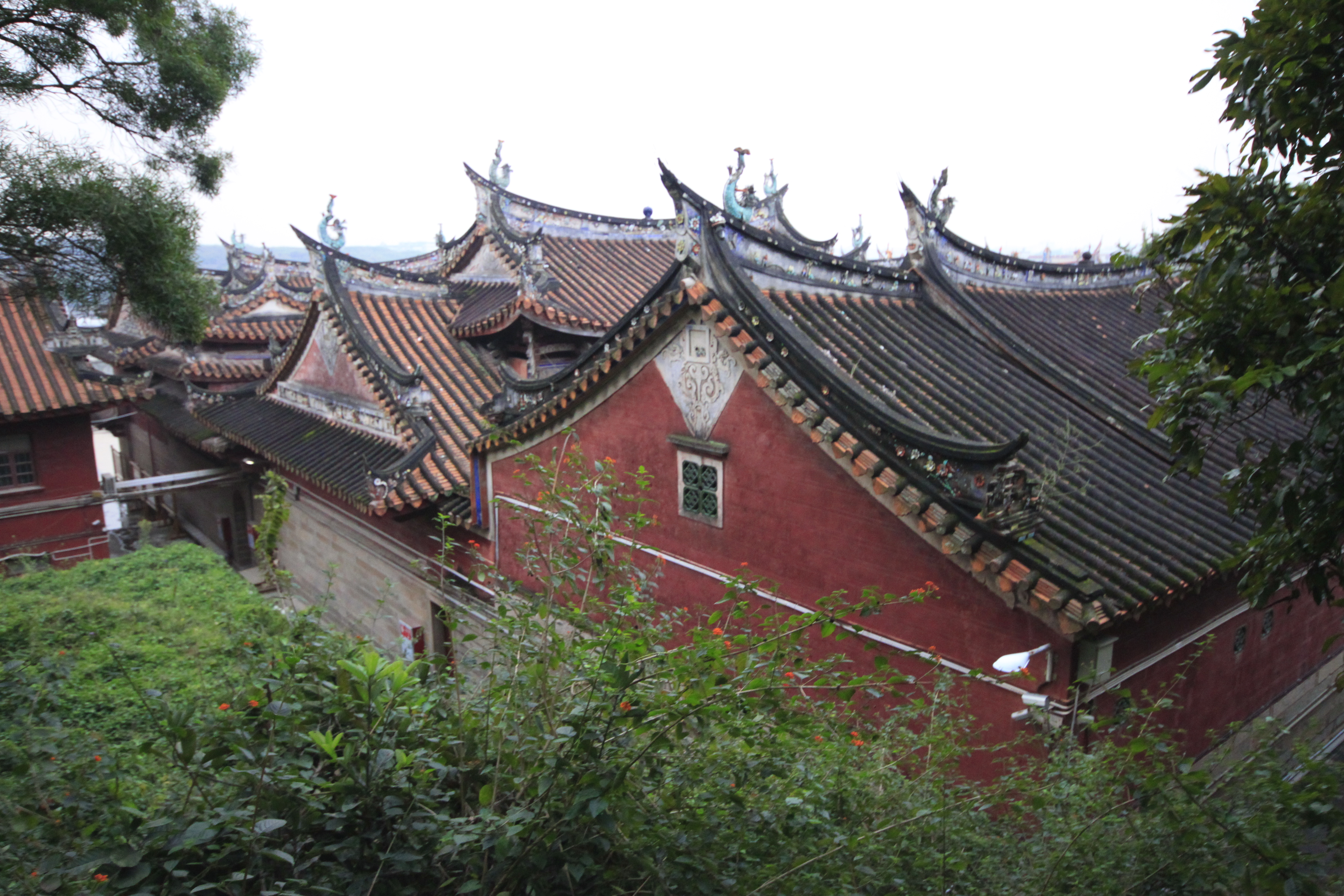
Храм Государя-хранителя жизни в деревне Чхэта
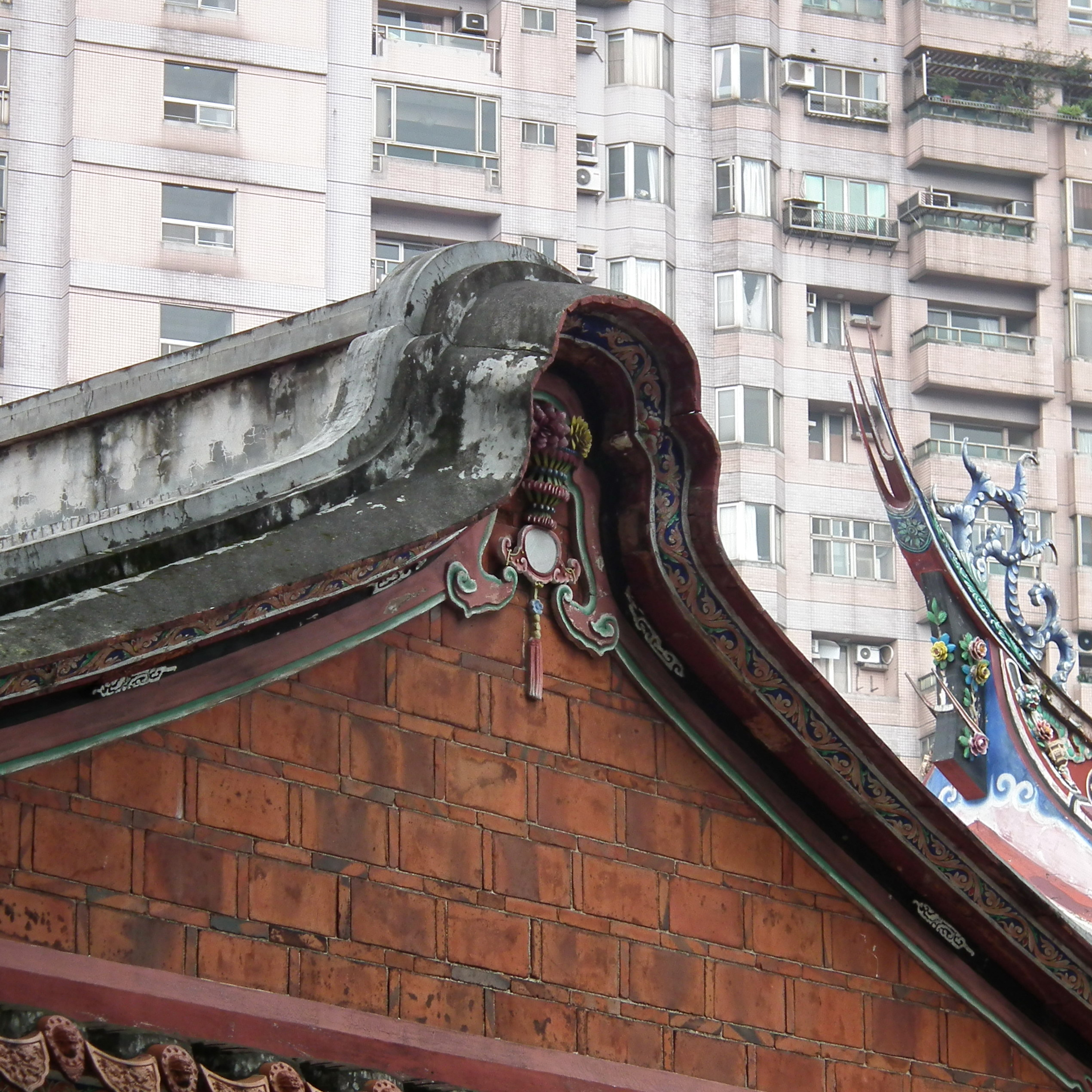
«Конский хребет»
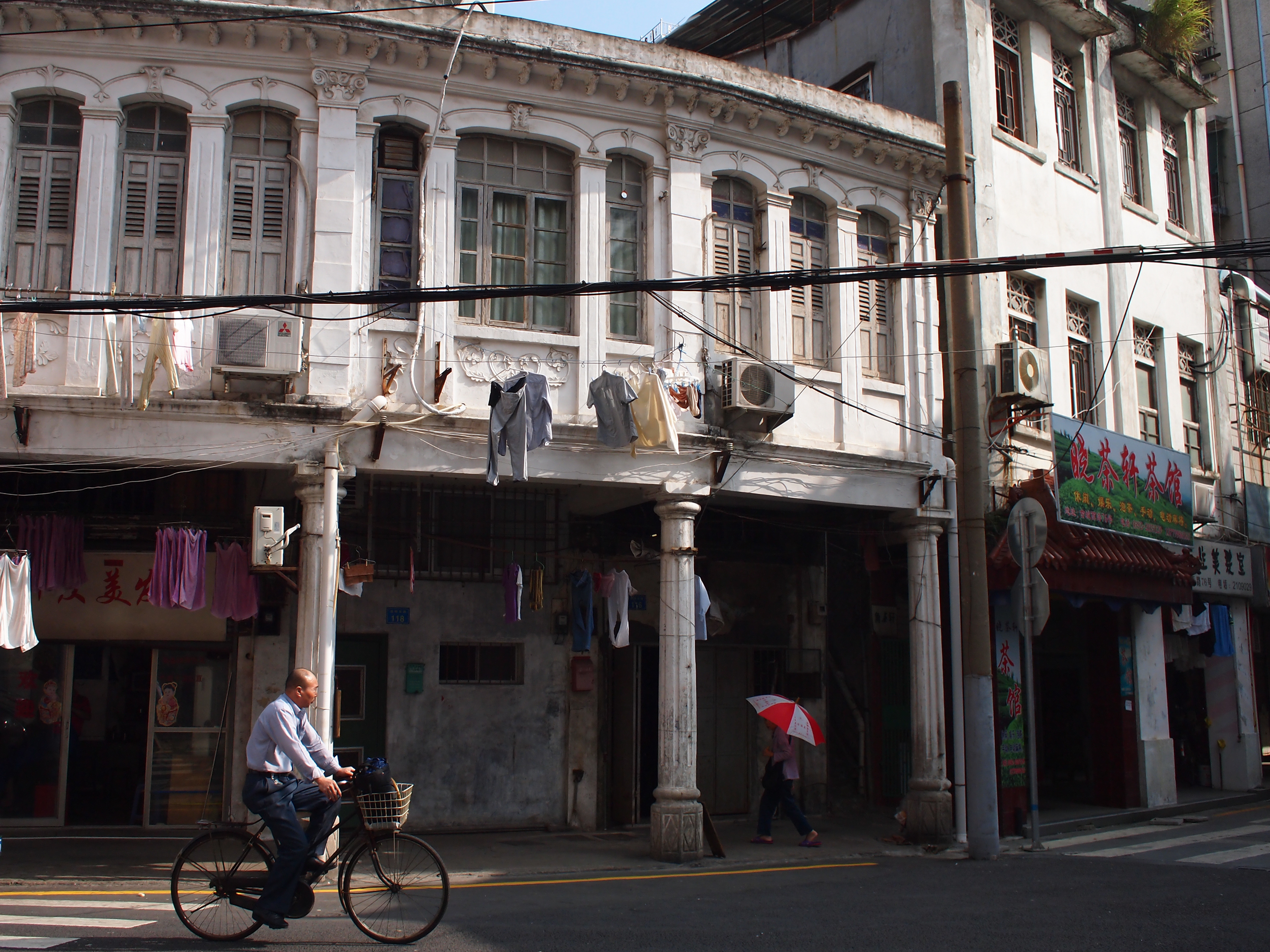
Тенна-кха (крытый проход) в Амое
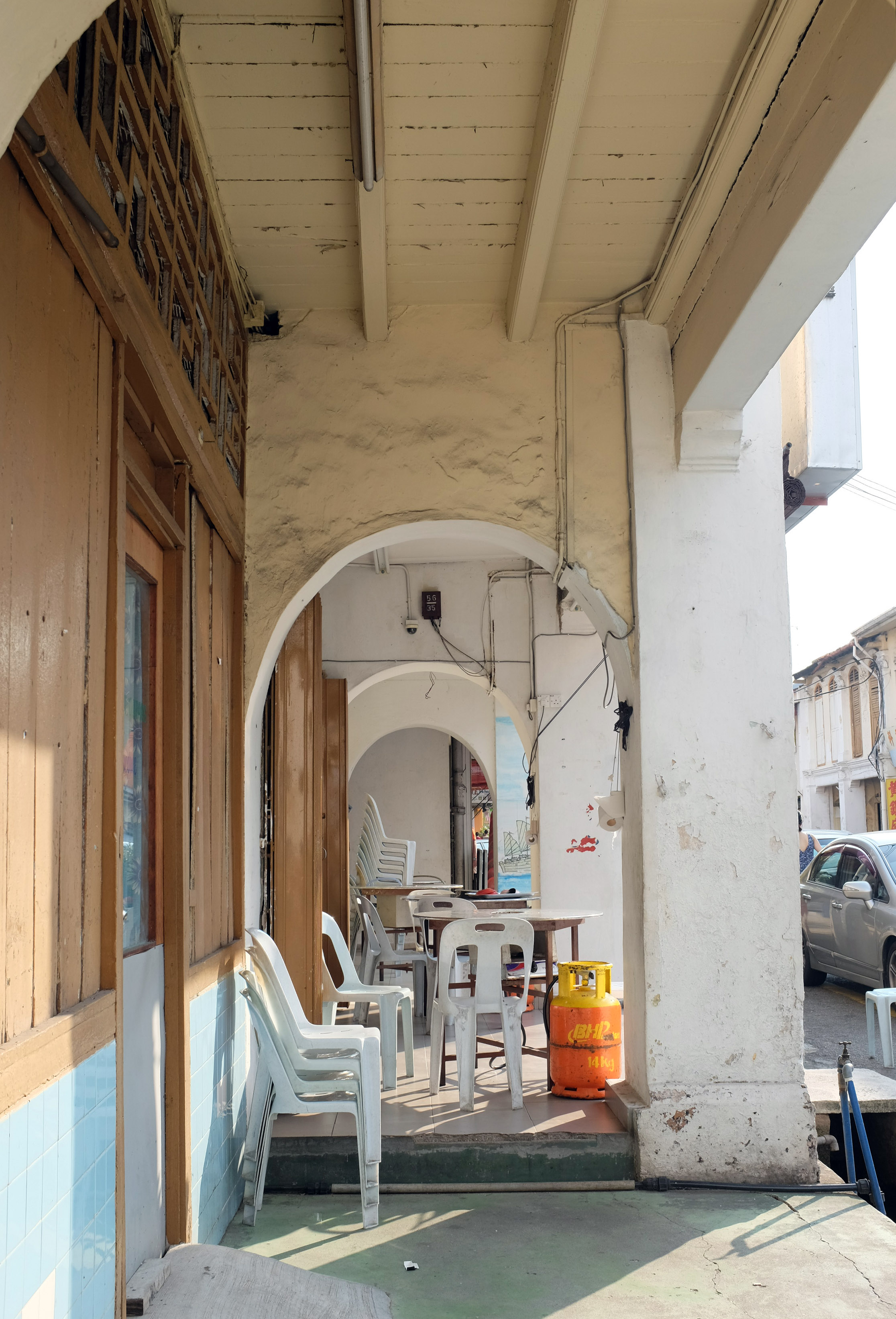
Тенна-кха в Малакке

### Боевые искусства
Из уезда Юнчунь в окрестностях Цюаньчжоу происходит стиль Белого Журавля (白鶴拳) — по легенде, он был изобретён в 17-м веке дочерью мастера боевых искусств.
Из Цюаньчжоу происходит мастер боя с посохом, генерал 16-го века Юй Даю.
Выходец из Цзиньцзяна Чан Конлян (曾公亮; с.-кит. Цзэн Гунлян) в 10-м веке составил «Собрание основ из военных трактатов».